# 高木敏弘
高木 敏弘（たかき としひろ、1957年7月24日- ）は、日本の実業家。大分県中津市出身。株式会社テレビ西日本 (TNC) 元代表取締役社長。TNCグループ会議副議長兼株式会社VSQ代表取締役社長。

## 人物
大分県中津市出身。1982年、上智大学文学部英文学科卒業後、同年4月、株式会社テレビ西日本に入社。その後、同社報道局報道部専任部次長、経営管理局経理部長、取締役報道制作局長、取締役経営管理局長等を歴任。
2013年、同社代表取締役社長に就任。
2016年、同社代表取締役社長から退任し、TNCグループ会議副議長兼株式会社ビデオステーション・キュー（2018年に株式会社VSQに改名）代表取締役社長に就任。

## 略歴
- 1982年、上智大学文学部英文学科卒業後、同年4月、株式会社テレビ西日本入社
- 2000年、同社報道局報道部チーフマネージャー
- 2002年、同社報道局報道部専任部次長
- 2004年、同社経営管理局経理部長
- 2007年、同社経営管理局長 兼 経営管理部長、同年8月、同社経営管理局長
- 2008年、同社取締役報道制作局長
- 2011年、同社取締役経営管理局長
- 2013年、同社代表取締役社長
- 2016年、TNCグループ会議副議長 兼 株式会社ビデオステーション・キュー代表取締役社長